# Angelo Polledri
Angelo Polledri (Plasencia, 18 de enero de 1904-Lodi, 18 de julio de 1997) fue un deportista italiano que compitió en remo como timonel. Ganó dos medallas de oro en el Campeonato Europeo de Remo, en los años 1927 y 1930.

## Palmarés internacional
| Campeonato Europeo | Campeonato Europeo | Campeonato Europeo | Campeonato Europeo |
| Año                | Lugar              | Medalla            | Prueba             |
| ------------------ | ------------------ | ------------------ | ------------------ |
| 1927               | Como (Italia)      | Medalla de oro     | Ocho con timonel   |
| 1930               | Lieja (Bélgica)    | Medalla de oro     | Dos con timonel    |